# Pomornici
Pomornici su grupa predatorskih morskih ptica sa oko sedam vrsta koje formiraju familiju Stercorariidae i rod Stercorarius. Tri manja pomornika se nazivaju džegerima u američkom engleskom.
Engleska reč skua potiče od farskog imena za velikog pomornika, skúgvur : [], pri čemu je ostrvo Skuvoj poznato po svojoj koloniji tih ptica. Opšti termin Faroese za pomornike je kjógvi : []. Reč „džeger” je izvedena iz nemačke reči Jäger, sa značenjem „lovac”. Ime roda Stercorarius je latinskog porekla i znači „iz đubreta”; nekada se smatralo da je hrana koju su druge ptice izbacile kada su ih progonili pomorci bila izmet.
Pomorci se gnezde u umerenim i arktičkim regionima, i vrše migracije preko velikih rastojanja. One su čak bile zapažene na Južnom polu.

## Opis i ponašanje
Izvan sezone parenja, pomornici se hrane ribom, otpacima i strvinama. Mnoge vrste su delomično kleptoparaziti (kradu hranu od drugih ptica) i jure galebove, čigre i ostale morske ptice kako bi im ukrali lovinu, bez obzira koliko je napadnuta ptica velika (može biti čak tri puta teža od pomornika koji je napada). Veće vrste poput velikog pomornika takođe ubijaju i jedu odrasle ptice, poput morskih papagaja (njorke) i galebova, a zabeleženo je i da su ubili pticu veličine sive čaplje. Blizu gnezdilišta često ubijaju leminge, kao i jaja i mlade drugih ptica.
U južnim okeanima i regionu Antarktika, neke vrste pomornica (naročito južni polarni pomorci) se hrane leševima u kolonijama za razmnožavanje pingvina i perijara. Oni takođe ubijaju piliće pingvina. U ovim oblastima, pomorci često ustupiju svoj ulov znatno većim i veoma agresivnim džinovskim burevicama. Takođe je primećeno da pomornice direktno kradu mleko iz sisa morskog slona.
To su uglavnom velike ptice ili ptice srednje veličine, obično sa sivim ili smeđim perjem, često sa belim šarama na krilima. Po veličini variraju od dugorepog pomornika (Stercorarius longicauda) sa 310 grama, do polarnog pomornika (Stercorarius antarcticus) sa 1,63 kg. U proseku, pomornik je dug oko 56 cm i ima raspon krila od 121 cm. Imaju podugačke kljunove koji su kukasti na vrhu, prste povezane plivaćom kožicom i oštre kandže. Pomornici su snažni i pokretljivi letači. Obično su i agresivni.
Pomornici se razmnožavaju na obalama mora i snesu po dva pegava jajeta. Roditelji dugo vremena brinu od mladima i jajima. Potencijalni grabežljivac koji se približe gnezdu i mladima bivaju kljucani u glavu dok ne pobegnu.

## Taksonomija
Rod Stercorarius je uveo francuski zoolog Maturin Žak Brison 1760. godine sa parazitskim pomornikom (Stercorarius parasiticus) kao tipskom vrstom.
Pomornici su srodni sa galebovima, kulicima, njorkama, i vodosecima. Kod tri manje vrste, sve od kojih se iskljućivo gnezde na Holarktiku, odrasle ptice koje se pare imaju očigledno izdužena dva centralna pera repa. Deo odraslih ptica ima belo perje na donjim delovima tela, a bledo žuto na vratu. Ove osobine nemaju veće vrste, čije prirodno stanište je u južnoj hemisferi, izuzev velikog pomornika. Stoga se pomornici često dele u dva roda, pro čemu se manje vrste zadržavaju u Stercorarius, a veće stavljaju u Catharacta. Međutim, na bazi genetike, ponašanja, i pričijih vaši, sveukupni odnos među vrstama se najbolje izražava stavljanjem svih vrsta u zajednički rod. Mitohondrijski genom (koji se nasleđuje od majke) pomarina i velikih pomornika zapravo je međusobno srodniji nego sa bilo arktičkim ili dugorepim pomornicima, ili sa vrstama sa južne hemisfere. Stoga je hibridizacija verovatno imala znatnu ulogu u evoluciji raznovrsnosti pomornika na severnoj hemisferi.

## Vrste
Ovaj rod se sastoji od sedam vrsta:
| Skua species                                   | Skua species | Skua species | Skua species |
| Zajednička i binomijalna imena                 | Slika        | Opis         | Opseg        |
| ---------------------------------------------- | ------------ | ------------ | ------------ |
| Dugorepi pomornik ()                           |              |              |              |
| Kratkorepi pomornik ili arktički pomornik ()   |              |              |              |
| Širokorepi pomornik ili pomarinski pomornik () |              |              |              |
| Čileanski pomornik ()                          |              |              |              |
| Antarktički pomornik ()                        |              |              |              |
| Smeđi pomornik ()                              |              |              |              |
| Veliki pomornik ()                             |              |              |              |

## Galerija
- Dugorepi pomornik
- Kratkorepi pomornik
- Širokorepi pomornik
- Čileanski pomornik
- Antarktički pomornik
- Veliki pomornik
- Veliki pomornik

## Napomene
1. ↑  The word stercorārius is from stercus ("dung"), which is also the etymon of stercoranism, stercobilin, stercoral, etc.

## Literatura
- Paton, Tara A.; Baker, Allan J. (2006). „Sequences from 14 mitochondrial genes provide a well-supported phylogeny of the Charadriiform birds congruent with the nuclear RAG-1 tree”. Molecular Phylogenetics and Evolution. 39 (3): 657—667. PMID 16531074. doi:10.1016/j.ympev.2006.01.011.
- Paton, T. A.; Baker, A. J.; Groth, J. G.; Barrowclough, G. F. (2003). „RAG-1 sequences resolve phylogenetic relationships within charadriiform birds”. Molecular Phylogenetics and Evolution. 29: 268—278. PMID 13678682. doi:10.1016/S1055-7903(03)00098-8.
- Thomas, Gavin H.; Wills, Matthew A.; Székely, Tamás (2004). „A supertree approach to shorebird phylogeny”. BMC Evol. Biol. 4: 28. PMC 515296 . PMID 15329156. doi:10.1186/1471-2148-4-28.
- "National Geographic" Field Guide to the Birds of North America  0-7922-6877-6
- Seabirds by Peter Harrison,  0-7470-1410-8
- Baker, A.J.; Pereira, S.L.; Paton, T.A. (2007). „Phylogenetic relationships and divergence times of Charadriiformes genera: multigene evidence for the Cretaceous origin of at least 14 clades of shorebirds”. Biology Letters. 3: 205—209. PMC 2375939 . PMID 17284401. doi:10.1098/rsbl.2006.0606 . Baker, A. J.; Pereira, S. L.; Paton, T. A. (2008). „Erratum: Phylogenetic relationships and divergence times of Charadriiformes genera: multigene evidence for the Cretaceous origin of at least 14 clades of shorebirds”. Biology Letters. 4: 762—763. doi:10.1098/rsbl.2006.0606erratum .
- Paton et al., 2003; Thomas et al., 2004; Paton & Baker, 2006
- Cracraft, Joel (2013).  Dickinson, E.C.; Remsen, J.V., Jr., ур. The Howard & Moore Complete Checklist of the Birds of the World. 1: Non-passerines (4th изд.). Eastbourne, UK: Aves Press. стр. xxxvii—xxxviii. ISBN 978-0-9568611-0-8.
- Gill, Frank; Donsker, David; Rasmussen, Pamela, ур. (јул 2021). „IOC World Bird List Version 11.2”. International Ornithologists' Union. Приступљено 19. 12. 2021.
- Kuhl., H.; Frankl-Vilches, C.; Bakker, A.; Mayr, G.; Nikolaus, G.; Boerno, S. T.; Klages, S.; Timmermann, B.; Gahr, M. (2020). „An unbiased molecular approach using 3'-UTRs resolves the avian family-level tree of life”. Molecular Biology and Evolution: 143. doi:10.1093/molbev/msaa191 .
- Lee, W.Y.; Han, Y.D.; Jablonski, P.G.; Jung, J.W.; Kim, J.H. (2016). „Antarctic skuas recognize individual humans”. Animal Cognition. 19 (4): 1—5. PMID 26939544. doi:10.1007/s10071-016-0970-9.
- Mihailova, Natalya (6. 3. 2015). „Russian priest feels closer to God in serenity of Antarctica”. Pravmir. Архивирано из оригинала 30. 11. 2020. г. Приступљено 28. 11. 2020.
- Harrison, Peter (1996). Seabirds - an identification guide. Christopher Helm: A & C Black, London. ISBN 0-7136-3510-X.
- Heather, Barrie D; Robertson, Hugh A; Onley, Derek (2000). The field guide to the birds of New Zealand. Viking: Printing Press. ISBN 0-670-89370-6.
- Brisson, Mathurin Jacques (1760). Ornithologie, ou, Méthode Contenant la Division des Oiseaux en Ordres, Sections, Genres, Especes & leurs Variétés (на језику: French и Latin). Paris: Jean-Baptiste Bauche. Vol. 1, p. 56, Vol. 6, p. 149.
- Gill, Frank; Donsker, David; Rasmussen, Pamela, ур. (2020). „Noddies, gulls, terns, auks”. IOC World Bird List Version 10.1. International Ornithologists' Union. Приступљено 4. 6. 2020.
- English Review Magazine, 2—3, Eyre and Spottiswoode limited., 1949, стр. 369
- Jobling, James A (2010). The Helm Dictionary of Scientific Bird Names. London: Christopher Helm. стр. 365. ISBN 978-1-4081-2501-4.

## Spoljašnje veze
- „Skua”.  (на језику: енглески). 25 (11 изд.). 1911.